# Patriarchaalkruis (Maastricht)
Het patriarchaalkruis van de Sint-Servaasbasiliek in Maastricht, ook wel dubbelkruis of reliekenkruis genoemd (incorrect: Byzantijns dubbelkruis), is een reliekhouder of staurotheek in de vorm van een patriarchaal kruis, die relikwieën van het Heilig Kruis bevat. Het kostbare voorwerp van verguld zilver bevindt zich in de schatkamer van de Sint-Servaasbasiliek in Maastricht. Het bestaat uit een laat-middeleeuws voetstuk van Maastrichts zilver en een ouder kruis van onbekende herkomst.

## Geschiedenis

### Ontstaansgeschiedenis
De ontstaansgeschiedenis van het patriarchaalkruis van de Sint-Servaaskerk in de late 15e eeuw hangt nauw samen met de rivaliteit tussen de twee Maastrichtse kapittels en het bestaan van een soortgelijk kruis, het Byzantijns patriarchaalkruis in de Onze-Lieve-Vrouwekerk in dezelfde stad.
| |  |  |
| Links: het scheefgezakte patriarchaalkruis in 1913. Rechts: bisschop Lemmens toont het kruis tijdens de Heiligdomsvaart van 1955 |  |  |

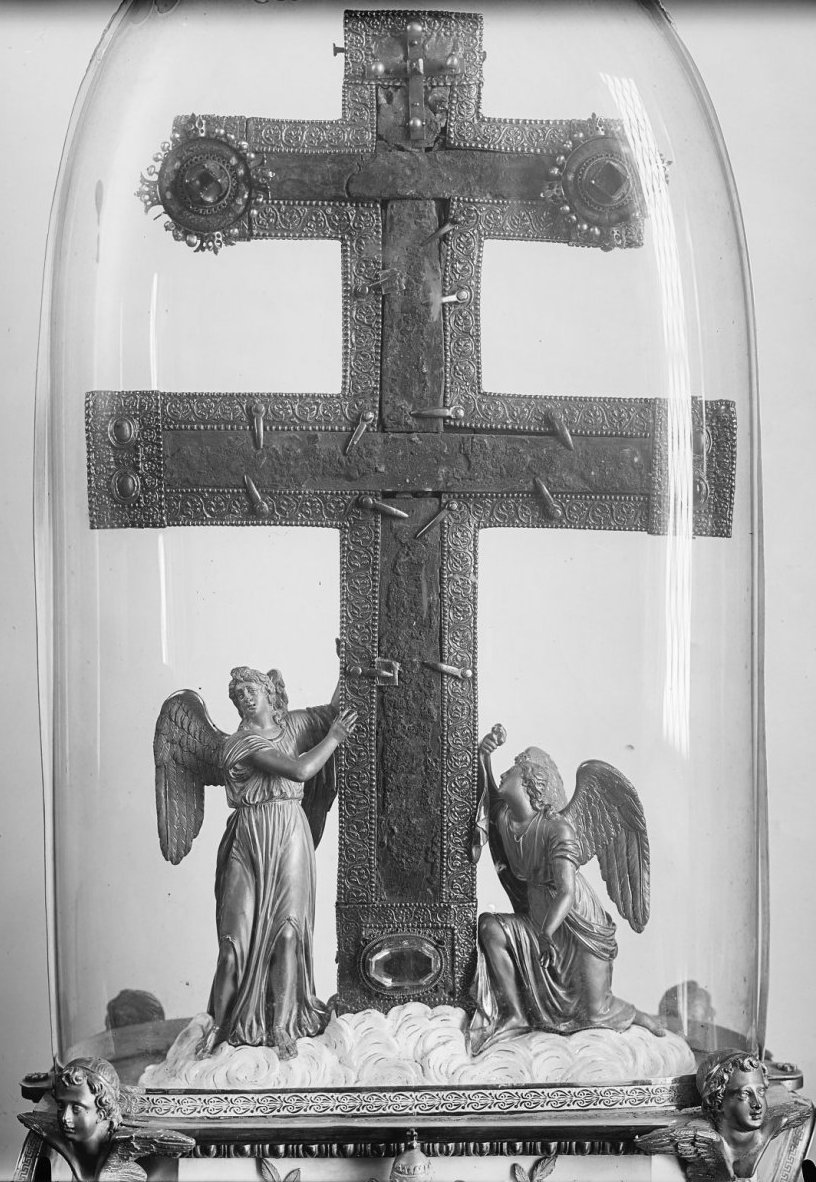
Byzantijns patriarchaalkruis van de Onze-Lieve-Vrouwekapittel, sinds 1837 in Rome

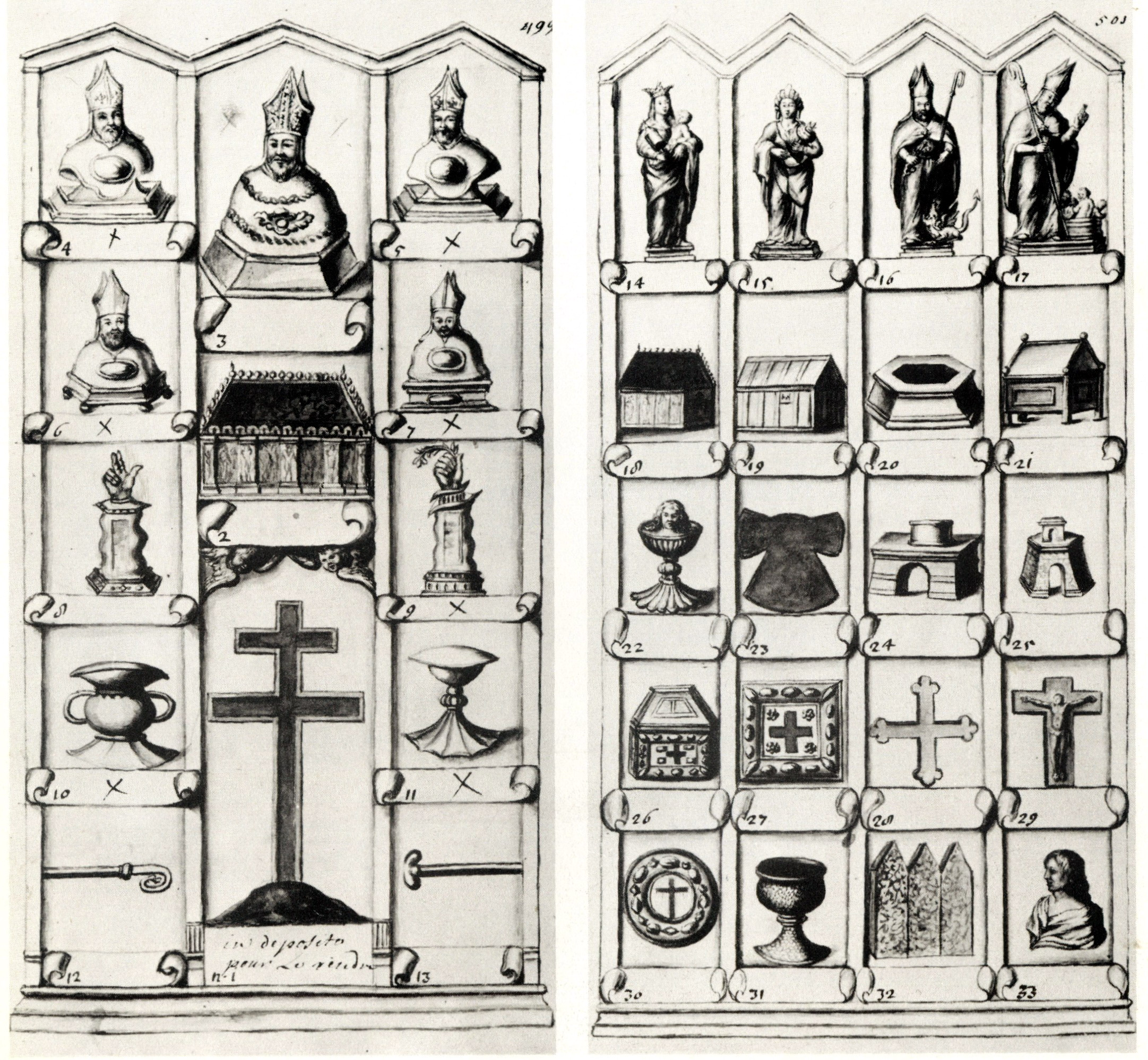
Het kruis (schematisch weergegeven) op een 18e-eeuws toningsformulier

In 1512 beklaagde kanunnik Coelmont van het kapittel van Onze Lieve Vrouwe zich over een dubbelkruis, dat het kapittel van Sint-Servaas rond 1490 had laten vervaardigen door de zilversmid Meester Ulricus. Coelmont schreef niet zonder jaloezie over deze nieuwste aanwinst van het Sint-Servaaskapittel; een reliekenkruis dat volgens hem een regelrechte kopie was van het Byzantijnse kruis, dat het Onze-Lieve-Vrouwekapittel al sinds 1204 in bezit had. Dat kruis – met naar verluidt een van de grootste kruisrelieken ter wereld – was waarschijnlijk enkele jaren eerder tijdens de Vierde Kruistocht in Constantinopel verworven (of ontvreemd) en door een parochiaan aan de Maastrichtse Mariakerk geschonken, waar het ruim zes eeuwen lang bewaard zou blijven. Blijkbaar had het kruis een dusdanige aantrekkingskracht op pelgrims, dat het Sint-Servaaskapittel, volgens Coelmont, besloot een soortgelijk kruis te laten maken.
Over de identiteit van de maker van het kruis bestond lange tijd onduidelijkheid, maar sinds 1966 is zeker dat deze 'Meester Ulricus' de Neurenbergse zilversmid Ulrich Peters is, die in 1489 burger van Maastricht werd. Waarschijnlijk woonde hij toen al een aantal jaren in de stad. Aangenomen mag worden dat Ulrich Peters in korte tijd een goede naam had weten op te bouwen, want kort na zijn opname in het Maastrichtse zilversmedenambacht ontving hij van het kapittel van Sint-Servaas de eervolle opdracht om het bestaande dubbelkruis te voorzien van een nieuw voetstuk. Ulrich Peters smeedde een kunstig voetstuk in laat-gotische stijl. Hoewel zijn werkstuk geen keurtekens bevat, zal het zeker gekeurd zijn; aan de onderkant van de voet zijn op twee plaatsen trembleerstreken te zien, zigzag verlopende groeven in het zilver die erop duiden dat het zilvergehalte gecontroleerd is. Het is niet onmogelijk dat Ulrich Peters nog meer opdrachten kreeg van het Sint-Servaaskapittel, want de Maastrichtse humanist en stadshistoricus Matthaeus Herbenus beschrijft verschillende andere zilveren voorwerpen, die de kerk rond die tijd verwierf. Daaronder bevond zich ook de bewaard gebleven Thomasarm. In elk geval vervaardigde Meester Ulrich in 1506 in opdracht van het stadsbestuur van Hasselt een zilveren bokaal, die als geschenk werd aangeboden aan de nieuwe prins-bisschop van Luik, Everhard van der Marck. Dit object ging helaas verloren. Zeker is ook dat Ulrich Peters van 1502 tot 1524 als stempelsnijder werkzaam was bij de enkele jaren tevoren heropende hertogelijke munt van Maastricht.

### Herkomst kruisrelieken
Hoe het Sint-Servaaskapittel aan het einde van de 15e eeuw kon beschikken over enkele tientallen stukjes van het Heilig Kruis is niet bekend. Mogelijk bevonden deze zich reeds in de kerkschat. De schatkamer van Sint-Servaas bezit ook heden nog verschillende reliekhouders met kruisrelieken, o.a. het borstkruis van Sint-Servaas en een vijftal verguld zilveren reliektafels uit de 14e eeuw. Minstens twee kruisreliekhouders zijn in de loop der eeuwen verloren gegaan: het kruis dat ooit op de Einhardsboog was gemonteerd en het zogenaamde 'kruisje van Constantijn', dat evenals het patriarchaalkruis een imitatie was van een reliekhouder van het Onze-Lieve-Vrouwekapittel. Het is mogelijk dat relieken uit deze of andere niet meer bestaande kruisreliekhouders hergebruikt zijn in het patriarchaalkruis. De houtsnippers in het patriarchaalkruis zijn nooit op ouderdom onderzocht.

### Restauratie
In 1991 werd het patriarchaalkruis in opdracht van de Stichting Schatkamer Sint-Servaas gerestaureerd door de Akense restaurateur en zilversmid Gerhard Thewis (die o.m. het Karlschrein in de Dom van Aken restaureerde). De restauratie was nodig omdat het kruis, en met name het voetstuk, instabiel was geworden. Bij de restauratie werd de voet met zilver verzwaard en de houder voor het kruis beter passend gemaakt. Tevens verving Thewis een van de acht pinakels.
Ten behoeve van de restauratie werd het kruis gedemonteerd en werden alle onderdelen gedocumenteerd. Thewis bevestigde het bestaande vermoeden dat de twee afzonderlijke delen van het kruis, de voet en het eigenlijke dubbelkruis, uit verschillende perioden stammen, waarbij het kruis ouder is dan de voet. Bij het samensmeden van de twee delen (in 1490?) werd het dubbelkruis aangepast, wat nog steeds zichtbaar is. Op grond van de aanwezigheid van spijkergaatjes concludeerde Thewis dat het kruis oorspronkelijk met edelstenen versierd was, terwijl de partikels van het Heilig Kruis oorspronkelijk met spijkertjes direct op de reliekhouder bevestigd waren. Op het moment dat het dubbelkruis op de nieuw-gesmede voet bevestigd werd, werd tevens voor een glazen bescherming van het Kruishout gekozen.

## Beschrijving
Het Maastrichtse patriarchaalkruis is een 73,3 cm hoog en 41 cm breed reliekenkruis van verguld zilver op een voet met een middellijn variërend van 32 tot 40 cm. Het object bestaat uit twee delen:
- het eigenlijke dubbelkruis in de vorm van een patriarchaal kruis met 32 partikels van het Heilig Kruishout achter kristallen plaatjes met geslepen randen in een sobere, zilveren vatting;
- het rijkversierde, gesmede voetstuk in laatgotische stijl met een 8-lobbige, geprofileerde voet met daarop een eveneens 8-kantige, langwerpige schacht, die is versierd met ajourwerk waarin diverse architecturale elementen zijn verwerkt (accolade-vormige vensteropeningen, steunberen en pinakels). Aan de bovenkant van de schacht bevindt zich een opengewerkte nodus.

Het kruis bevat geen zilverkeurmerk, jaarletter of meesterteken; wel zijn er twee trembleerstreken op de onderkant van de voet aangetroffen, waaruit blijkt dat het zilver gekeurd is.

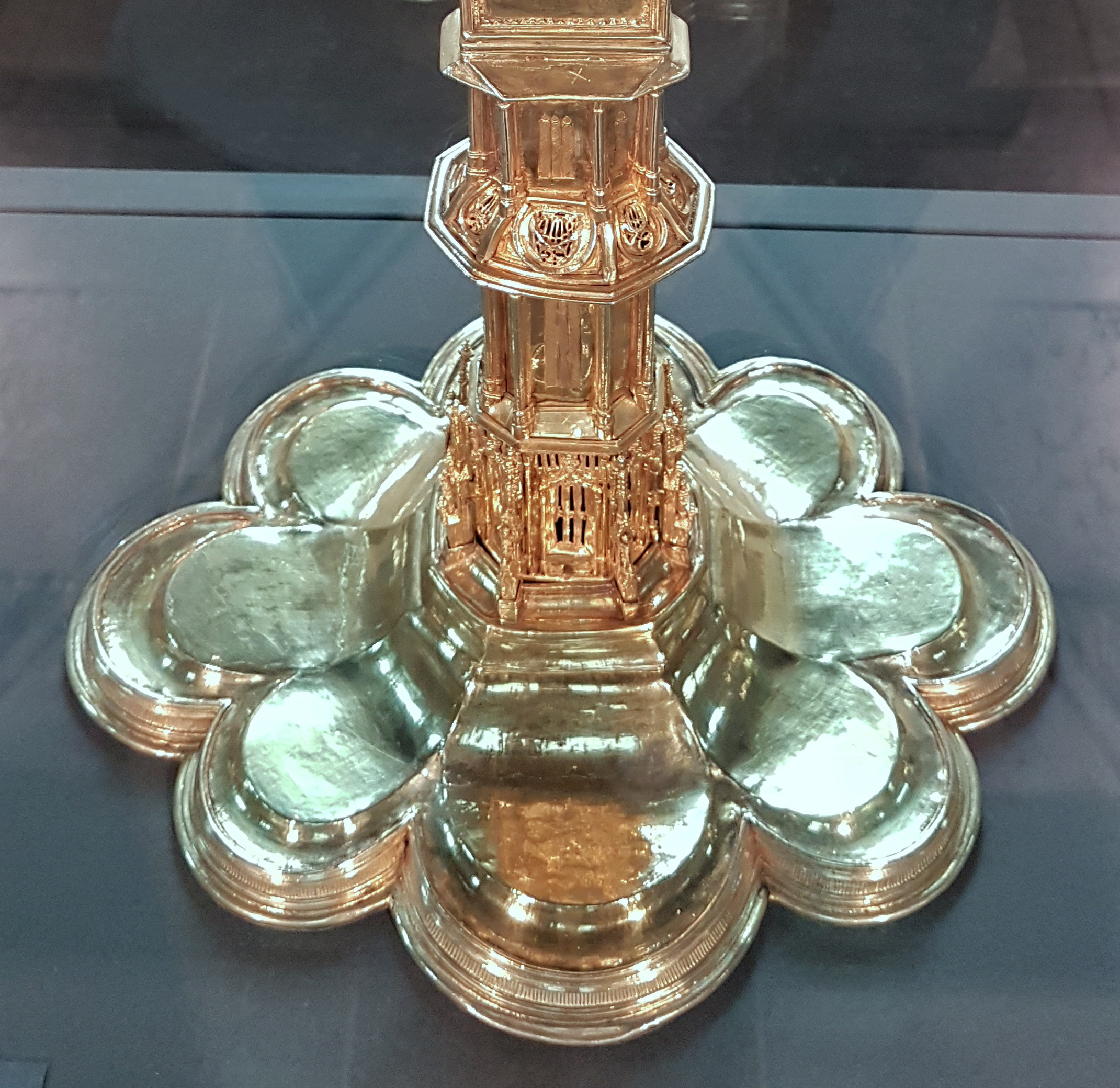
Detail voet
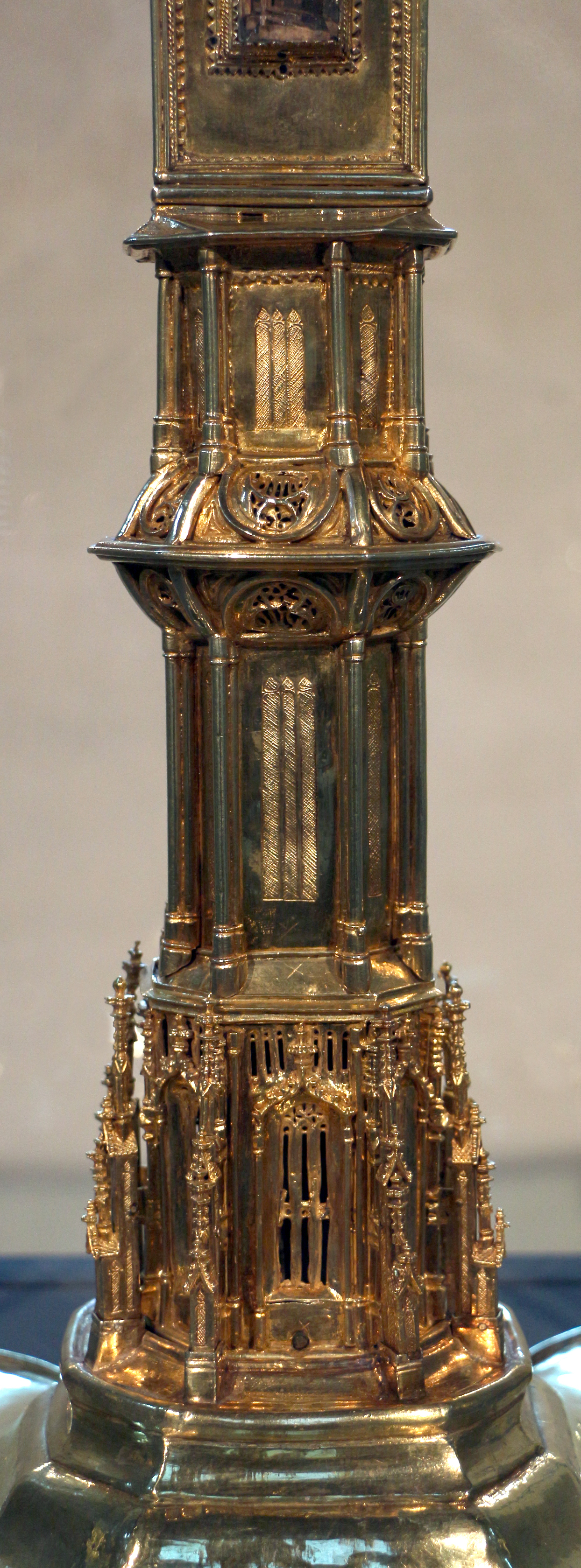
Detail voet (schacht)
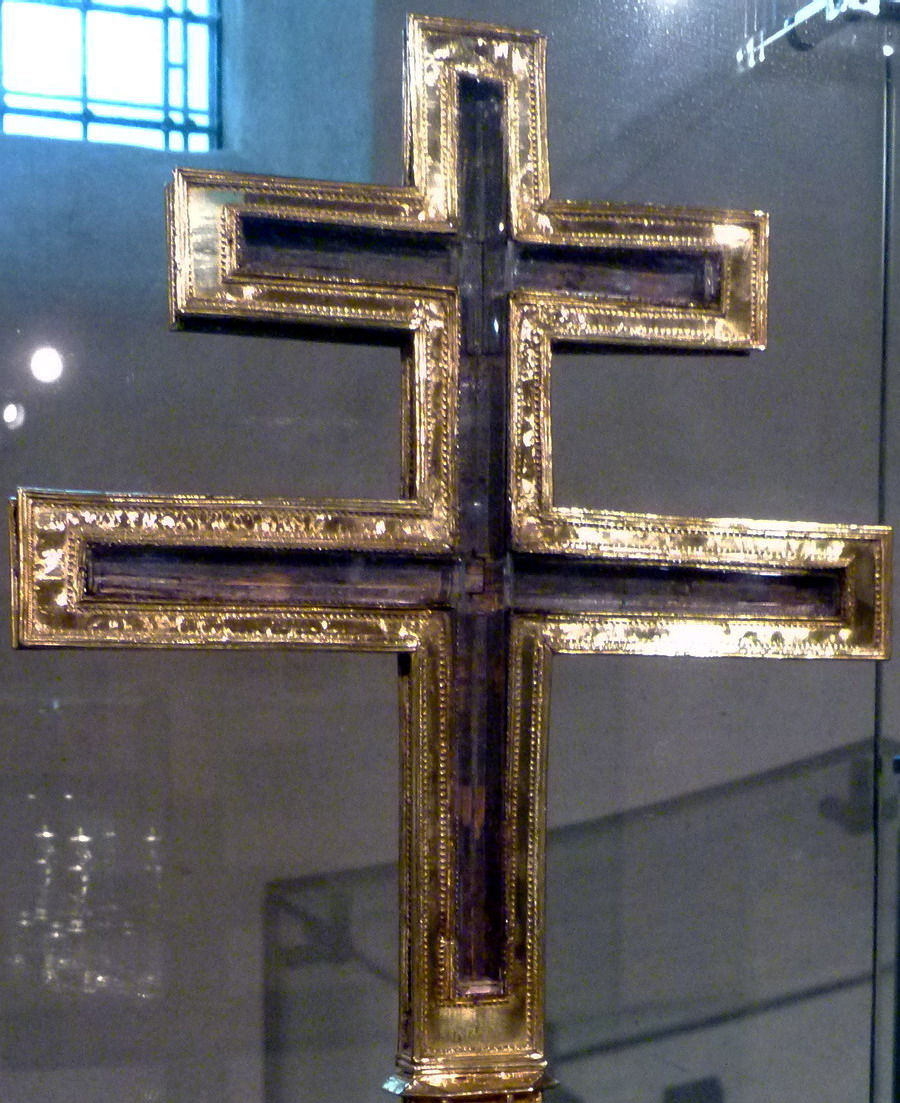
Voorkant dubbelkruis
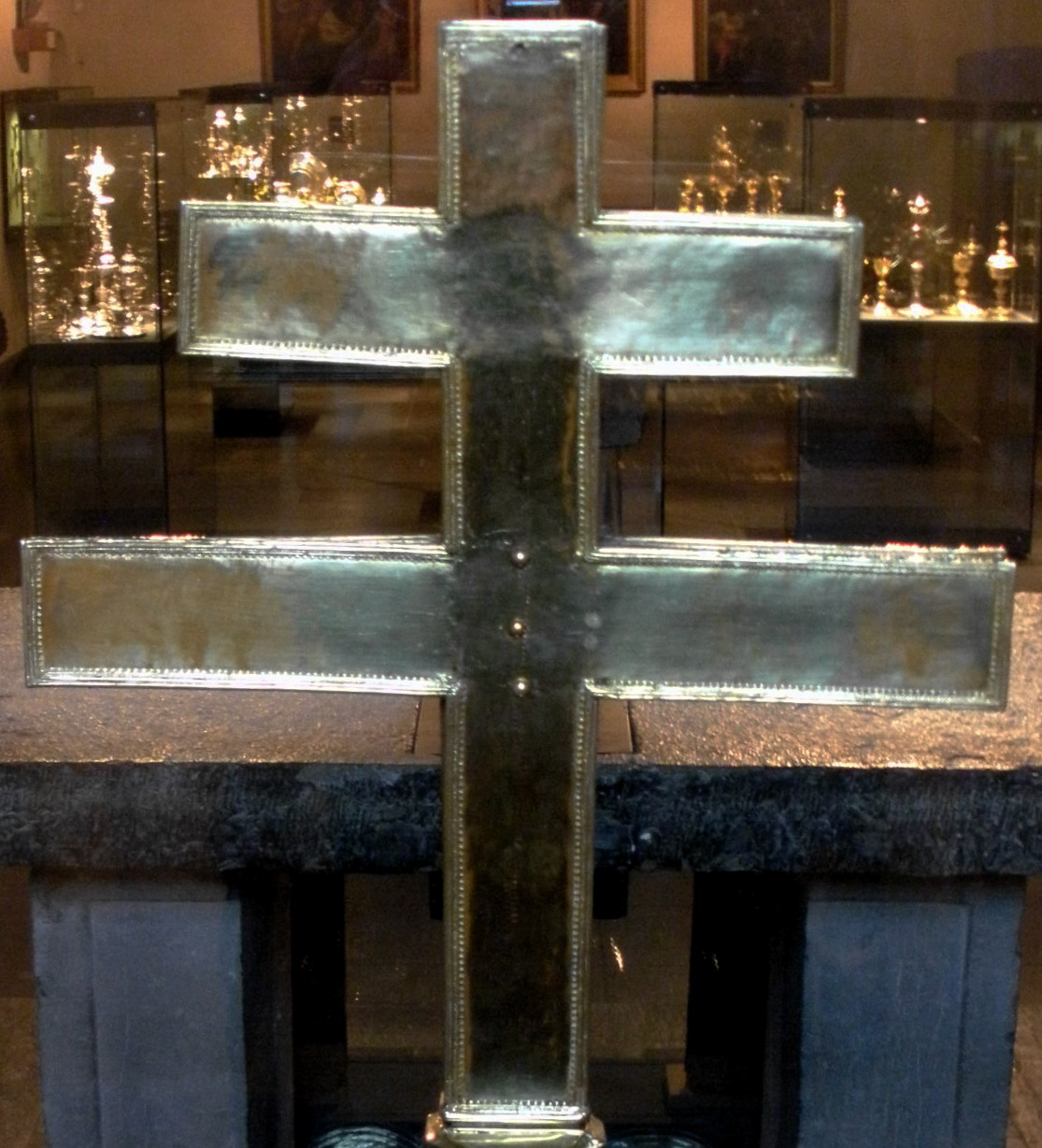
Achterkant dubbelkruis